# Abud
Abud (arab. ‏عابود‎, `Ābūd) – wieś w Palestynie, w muhafazie Ramallah i Al-Bira. Według danych szacunkowych Palestyńskiego Centralnego Biura Statystycznego w 2016 roku miejscowość liczyła 2667 mieszkańców.